# Nikoła Gruewski

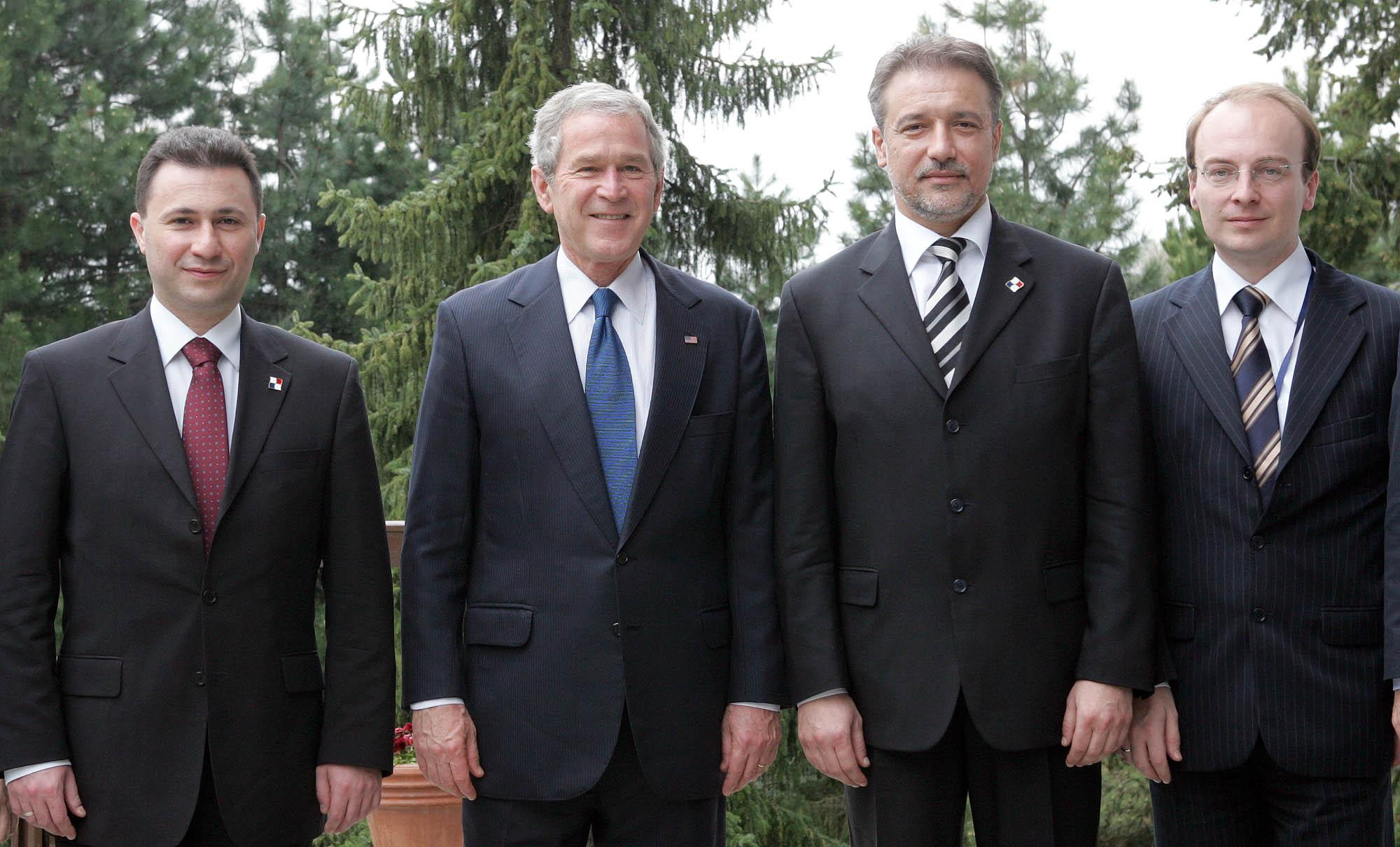
Od lewej: Nikoła Gruewski, prezydent USA George W. Bush, prezydent Macedonii Branko Crwenkowski i macedoński minister spraw zagranicznych Antonijo Miłoszoski (2008)

Nikoła Gruewski, mac. Никола Груевски (wym. [ˈnikɔla ˈɡruɛfski]; ur. 31 sierpnia 1970 w Skopju) – macedoński polityk i ekonomista, minister, poseł do Zgromadzenia Republiki Macedonii, w latach 2003–2017 przewodniczący Wewnętrznej Macedońskiej Organizacji Rewolucyjnej – Demokratycznej Partii Macedońskiej Jedności Narodowej (WMRO-DPMNE), od 2006 do 2016 premier Macedonii.

## Życiorys

### Działalność do 2006
Jego ojciec urodził się w północnej Grecji. Po rozwodzie rodziców Nikoła Gruewski mieszkał z matką, gdy miał kilka lat przez jakiś czas mieszkał w Libii, gdzie jego matka pracowała. W 1989 zdał w Skopju egzamin maturalny, w 1994 ukończył studia ekonomiczne na Uniwersytecie Świętego Klemensa z Ochrydy w Bitoli. Kształcił się później w Londynie (w zakresie ubezpieczeń i inwestycji) oraz na Uniwersytecie Świętych Cyryla i Metodego w Skopju (w dziedzinie ekonomii monetarnej). W 1995 podjął pracę w dziale kredytów w banku Bałkanska Banka AD Skopјe. Od 1996 przez rok pracował w bankowości w Londynie i Frankfurcie nad Menem. Od 1998 był analitykiem finansowym i komentatorem ekonomicznym, założył i stanął na czele macedońskiego stowarzyszenia maklerów.
Zaangażował się w międzyczasie w działalność polityczną w ramach centroprawicowego ugrupowania WMRO-DPMNE. Po zwycięstwie tej partii w wyborach w 1998 otrzymał nominację na ministra handlu w rządzie Lubcza Georgiewskiego. W listopadzie 1999 w tym samym gabinecie przeszedł na stanowisko ministra finansów, które zajmował do listopada 2002. W trakcie urzędowania przeprowadził reformę podatkową związaną z zastosowaniem podatku VAT na poziomie 18%, dokonał przyspieszenia prywatyzacji i przyczynił się do znacznego ograniczenia inflacji. Pod koniec urzędowania kraj dotknięty został jednak przez kryzys gospodarczy, związany m.in. z konfliktem wywołanym sytuacją albańskich uchodźców z Kosowa. WMRO-DPMNE przegrała wówczas kolejne wybory parlamentarne i przeszła do opozycji. Nikoła Gruewski uzyskał w 2002 po raz pierwszy mandat posła do Zgromadzenia Republiki Macedonii. Był wiceprzewodniczącym swojego ugrupowania, zaś na kongresie w maju 2003 został wybrany na nowego przewodniczącego WMRO-DPMNE.

### Premier Macedonii
Po czterech latach w opozycji WMRO-DPMNE wygrała wybory parlamentarne w 2006. W sierpniu tegoż roku Nikoła Gruewski przedstawił skład swojego gabinetu, w którego szeregach znalazły się w znacznej mierze osoby działające do tej pory w organizacjach pozarządowych bądź w międzynarodowych stowarzyszeniach.
Konflikt grecko-macedoński i związane z tym zawetowanie przez Grecję wejścia Macedonii do NATO na szczycie w Bukareszcie w kwietniu 2008 należały do przyczyn samorozwiązania parlamentu i rozpisania w tymże roku nowych wyborów. Wybory te zakończyły się ponownym zwycięstwem centroprawicy – koalicja skupiona wokół WMRO-DPMNE uzyskała 63 miejsca w 120-osobowym parlamencie. Nikoła Gruewski pozostał dzięki temu na stanowisku premiera. Kolejne gabinety tworzył po wyborach w 2011 i 2014, w których jego ugrupowanie ponownie odnosiło zwycięstwo.
W 2015 lider opozycyjnych socjaldemokratów Zoran Zaew ujawnił, iż około 20 tysięcy osób (w tym polityków, funkcjonariuszy służb specjalnych i dziennikarzy) było nielegalnie podsłuchiwanych. Zoran Zaew został w międzyczasie oskarżony o zniesławienie premiera, któremu przeciwnicy zarzucili też współudział w tuszowaniu sprawy śmiertelnego pobicia 22-letniego mężczyzny przez policjanta w 2011. Sytuacja doprowadziła do długotrwałego kryzysu politycznego i masowych protestów antyrządowych. Po kilku miesiącach doszło do zawarcia porozumienia między rządem a opozycją, przewidującego m.in. przedterminowe wybory parlamentarne. W styczniu 2016 Nikoła Gruewski złożył rezygnację z urzędu premiera i został zastąpiony przez Emiła Dimitriewa.

### Działalność od 2016
WMRO-DPMNE uzyskała najwięcej mandatów w przedterminowych wyborach, nie była jednak w stanie stworzyć rządu. Nikoła Gruewski pozostał członkiem macedońskiego parlamentu. W grudniu 2017 nowym przewodniczącym partii został Hristijan Mickoski. Od 2017 objęty postępowaniem karnym, w 2018 został skazany na karę dwóch lat pozbawienia wolności za przestępstwo korupcyjne związane z nabyciem kuloodpornego luksusowego pojazdu na potrzeby publiczne. W 2018 uzyskał azyl polityczny na Węgrzech.